# Nguyễn Phú Trọng
Nguyễn Phú Trọng (Hanói, 14 de abril de 1944-Hanói, 19 de julio de 2024) fue un político y estadista vietnamita. Ejerció como Secretario General del Partido Comunista de Vietnam desde enero de 2011 hasta su muerte en julio de 2024. Estaba graduado y doctorado en Filología en la Unión Soviética.
Desde 2011 fue Secretario General del Comité Central del PCV, Secretario de la Comisión Militar Central y Presidente del Comité Permanente sobre Corrupción, su Prevención y Erradicación.
El 3 de octubre de 2018, el Comité Central del Partido Comunista de Vietnam lo nominó formalmente para ser el próximo Presidente de Vietnam, que se votó en la próxima sesión de la Asamblea Nacional de Vietnam, donde el partido tiene una mayoría abrumadora, lo que lo convierte en la tercera persona en dirigir simultáneamente el Partido y el Estado después de Ho Chi Minh (solo en Vietnam del Norte) y Truong Chinh. Nguyễn Phú Trọng también fue presidente de la Asamblea Nacional de 2006 a 2011.

## Primeros años y carrera
Nguyễn Phú Trọng nació en la Comuna de Đông Hội, en el distrito Đông Anh de Hanói, el 14 de abril de 1944, durante la ocupación japonesa de Indochina. Su biografía oficial asegura que sus orígenes familiares están en el "campesinado pobre". Estudió Filología en la Universidad Nacional de Vietnam, en Hanói, entre 1963 y 1968. Trọng se convirtió oficialmente en miembro del Partido Comunista de Vietnam (PCV) en diciembre de 1968. Trabajó para la revista teórica Tạp chí Cộng Sản (Revista Comunista) del PCV entre 1968-1973, 1976-1981 y 1983-1996. Entre 1991 y 1996 fue editor jefe de la Revista Comunista.
Viajó a la Unión Soviética en 1981 para estudiar en la Academia de Ciencias y recibió un título de Candidato de Ciencias en Historia en 1983. En 1998, Trọng entró en la sección del Partido dedicada al trabajo político, convirtiéndose en uno de los más prominentes teóricos políticos vietnamitas, pasando a dirigir el Consejo Teórico del Comité Central del PCV encargado del trabajo teórico del Partido entre 2001 y 2006.
Trọng fue miembro del Comité Central del PCV desde enero de 1994, miembro del Buró Político del PCV desde diciembre de 1997 y diputado a la Asamblea Nacional de Vietnam desde mayo de 2002. Entre enero de 2000 y junio de 2006, ejerció el cargo de Secretario del Comité Ejecutivo del PCV en Hanói, que de facto ejerce la alcaldía de la capital vietnamita. El 26 de junio de 2006, fue elegido Presidente de la Asamblea Nacional. Durante este período, fue elegido Secretario de la fracción parlamentaria del PCV y miembro del Consejo para la Defensa y la Seguridad. El 23 de octubre de 2018, fue elegido como el 9.º Presidente de la República Socialista de Vietnam en un pleno ordinario de la Asamblea Nacional.
El 14 de abril de 2019 se informó que fue llevado rápidamente al Hospital Chợ Rẫy en Ciudad Ho Chi Minh después de visitar la Provincia de Kiên Giang, según fuentes de comunidades vietnamitas en el extranjero. Rumores y elucubraciones proliferaron en los medios vietnamitas durante este período de tiempo. El Gobierno vietnamita inicialmente no quiso hacer comentarios respecto a este tema, pero más tarde el ministro de Asuntos Exteriores de Vietnam afirmó que el presidente Nguyễn Phú Trọng "se encontraba mal, pero pronto regresará al trabajo". Trọng reapareció el 14 de mayo para discutir los asuntos de cara al próximo Congreso del Partido.

## Líder de Vietnam

### Primer mandato como Secretario General
Nguyễn Phú Trọng fue elegido Secretario General del Partido Comunista de Vietnam en 2011. El 5.º Pleno del 11.º Comité Central decidió que el Comité Central Permanente para la Anticorrupción dejaría de estar bajo control del primer ministro y Trọng fue elegido su jefe.
El 6 de julio de 2015, el secretario general Trọng llegó a EE. UU. para comenzar una visita oficial el 10 de julio. Esta fue la primera vez que un líder del PCV visitó el Departamento de Estado de EE. UU., pero no visitó el Despacho Oval. Esta visita coincidió con el proceso de 20 años entre EE. UU. y Vietnam de normalización de relaciones diplomáticas. Las conversaciones con el expresidente Barack Obama trataron sobre temas como derechos humanos, seguridad, defensa y el Acuerdo Transpacífico de Cooperación Económica o TPP.

### Reelección como Secretario General
El 27 de enero de 2016, fue reelegido como Secretario General en el 12.º Comité Central del PCV en la primera conferencia del comité. Con 72 años de edad, fue el 12.º miembro más anciano del Comité. Para su mandato, Nguyễn Phú Trọng está en el primer rango del Politburó, marcando un regreso a la normalidad.
Nguyễn Phú Trọng espera, bajo un régimen unipartidista, fortalecer la posición de Vietnam en el mundo, transformándolo en un país industrial en lugar de un país productos de materias primas. "Un país sin disciplina sería caótico e inestable [...] Necesitamos equilibrar democracia con ley y orden", afirmó en la clausura de un encuentro para elegir al nuevo liderazgo del país para los próximos 5 años. "Tengo grandes esperanzas en que los nuevos rostros del Politburó impulsarán reformas y sacarán adelante al país, pero no sé quiénes de ellos pueden hacer tal cosa", dijo Tran Thi Tram. "También tendrán que lidiar de verdad con el problema de la corrupción, de lo contrario, la gente será quien más lo sufra".

### Nominación presidencial
El 3 de octubre de 2018, fue elegido por el Comité Central del Partido Comunista de Vietnam con prácticamente el 100% de los apoyos para convertirse en el nominado por el Partido para la posición de Presidente de Vietnam, convirtiéndose en el sucesor oficial de Trần Đại Quang, que falleció en el cargo el 21 de septiembre del mismo año.

### Presidencia
La Asamblea Nacional eligió como Presidente de la República Socialista de Vietnam a Nguyễn Phú Trọng con el 99,97% de los votos. Su ceremonia de investidura tuvo lugar en el Gran Salón y fue retransmitida en directo por los sistemas de televisión y radiodifusión del país asiático.

## Obras publicadas

### Libros
- Nguyễn Phú Trọng (2004). Viet Nam en el Camino de la Renovación. Hanói: Ediciones Thế giới. 351 páginas.

- Nguyễn Phú Trọng (2015). Renovación en Viet Nam: Teoría y Realidad. Hanói: Ediciones Thế giới. 397 páginas.

- Nguyễn Phú Trọng; Tran Dinh Nghiem; Vu Hien (1995). Vietnam desde 1986. Hanói: Ediciones Thế giới. 116 páginas.

## Condecoraciones
China:
- Medalla de la Amistad (2022)[9]

 Cuba:
- Orden de José Martí (2012)[10]

 Rusia:
- Premio Lenin (2021)[11]